# سعيد بينو
سعيد بينو (1928 - 1 نوفمبر 2005) مهندس وسياسي أردني ولد في مدينة صويلح وتخرج من مدرسة السلط الثانوية عام 1946 م، وحصل على الماجستير في الهندسة المدنية من الولايات المتحدة.
عمل مهندسا في مناطق أردنية مختلفة (1950-1955م) ثم رئيساً لقسم الطرق والجسور في الأشغال العامة 1955-1960م. كما عمل مساعدا لوكيل الوزارة للطرق ثم مديرا للطرق في وزارة الأشغال العامة(1960-1964م). ثم عمل وكيلاً لوزارة الأشغال العامة(1964-1974م).
- عين وزيراً للأشغال العامة (1976-1979م).ثم عيّن مديراً عاماً لمؤسسة مياه الشرب (1981-1982م)
- ألّف كتابا قيماً بعنوان (الشيشان والاستعمار الروسي-1859-1991م) يشرح فيه تاريخ الشيشان ونضالهم المستمر ضد الغزو والاحتلال الروسي. كما نشر العديد من الأطروحات العلمية الهندسية في المجلات العلمية .
- يتقن اللغات العربية والإنجليزية والشيشانية والشركسية. وهو يحمل العديد من الأوسمة العربية والأجنبية الرفيعة.